# Гловацький Антон Вадимович
Антон Вадимович Гловацький (рос. Антон Вадимович Гловацкий; 6 серпня 1988, м. Магнітогорськ, СРСР) — російський хокеїст, правий нападник. Виступає за «Титан» (Клин) у Вищій хокейній лізі.
Вихованець хокейної школи «Металург» (Магнітогорськ). Виступав за «Металург-2» (Магнітогорськ), «Металург» (Магнітогорськ), «Атлант» (Митищі), «Мечел» (Челябінськ), «Крила Рад» (Москва).
У складі молодіжної збірної Росії учасник чемпіонату світу 2007. У складі юніорської збірної Росії учасник чемпіонату світу 2006.
Батько: Вадим Гловацький.
Досягнення
- Чемпіон Росії (2007)
- Срібний призер молодіжного чемпіонату світу (2007).